# Hydrofity

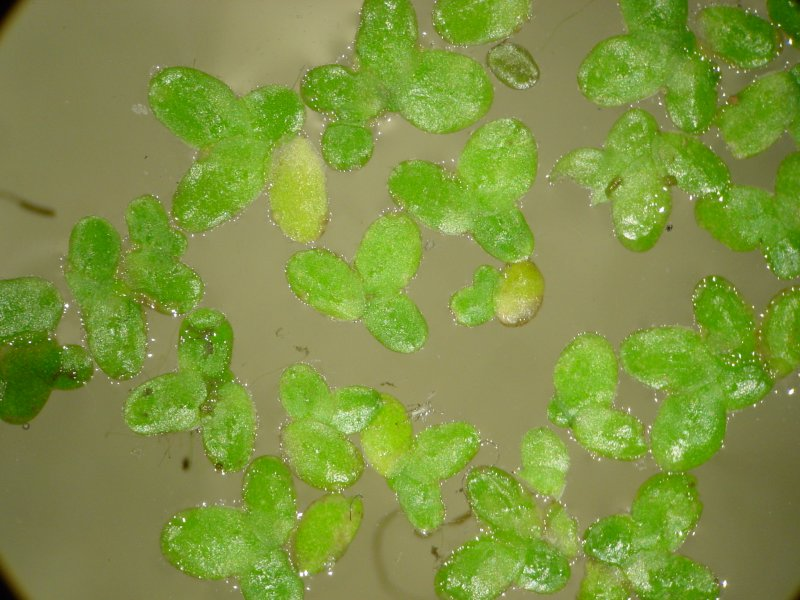
Unosząca się na wodzie rzęsa drobna

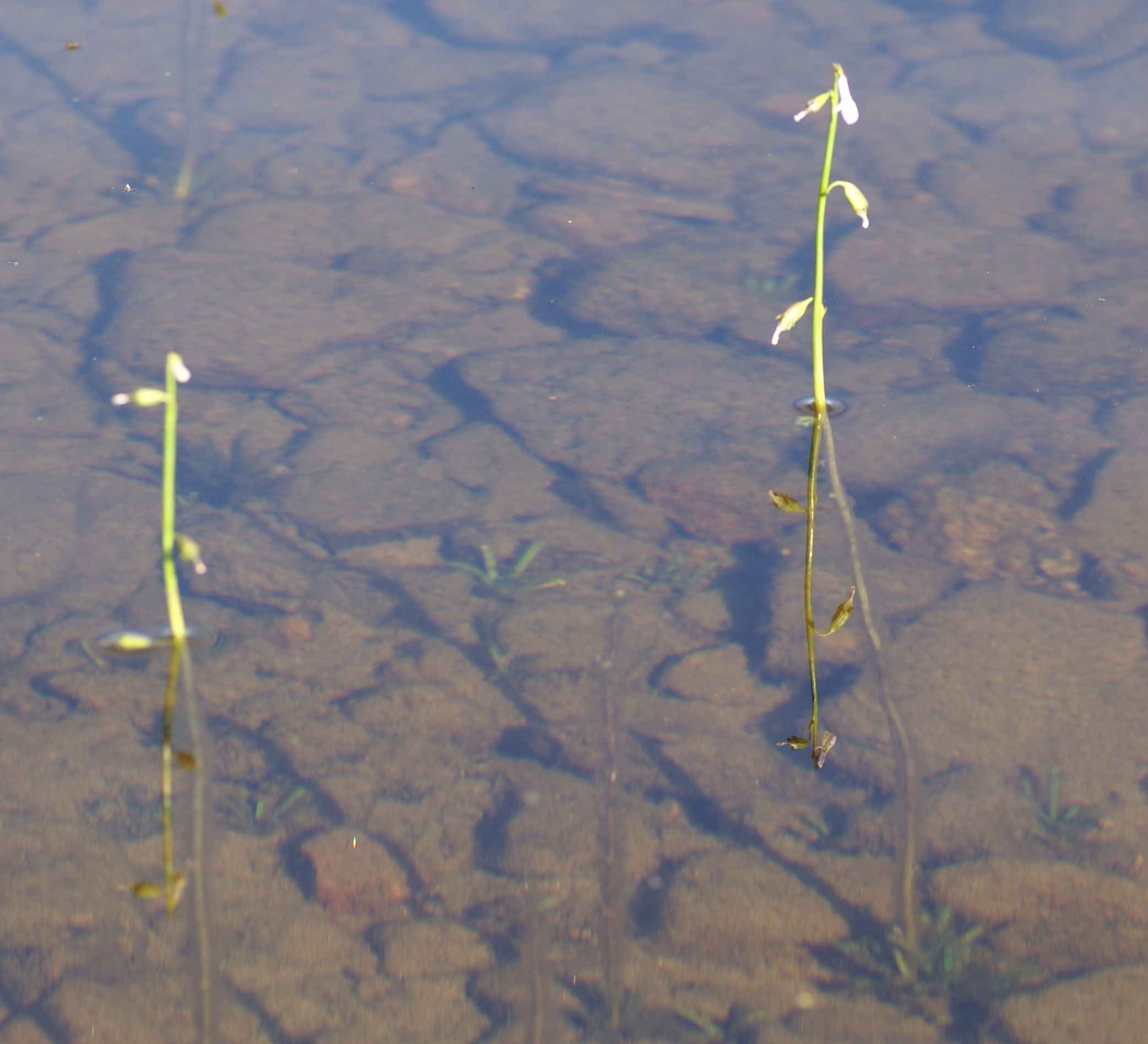
Korzeniąca się w podłożu lobelia jeziorna

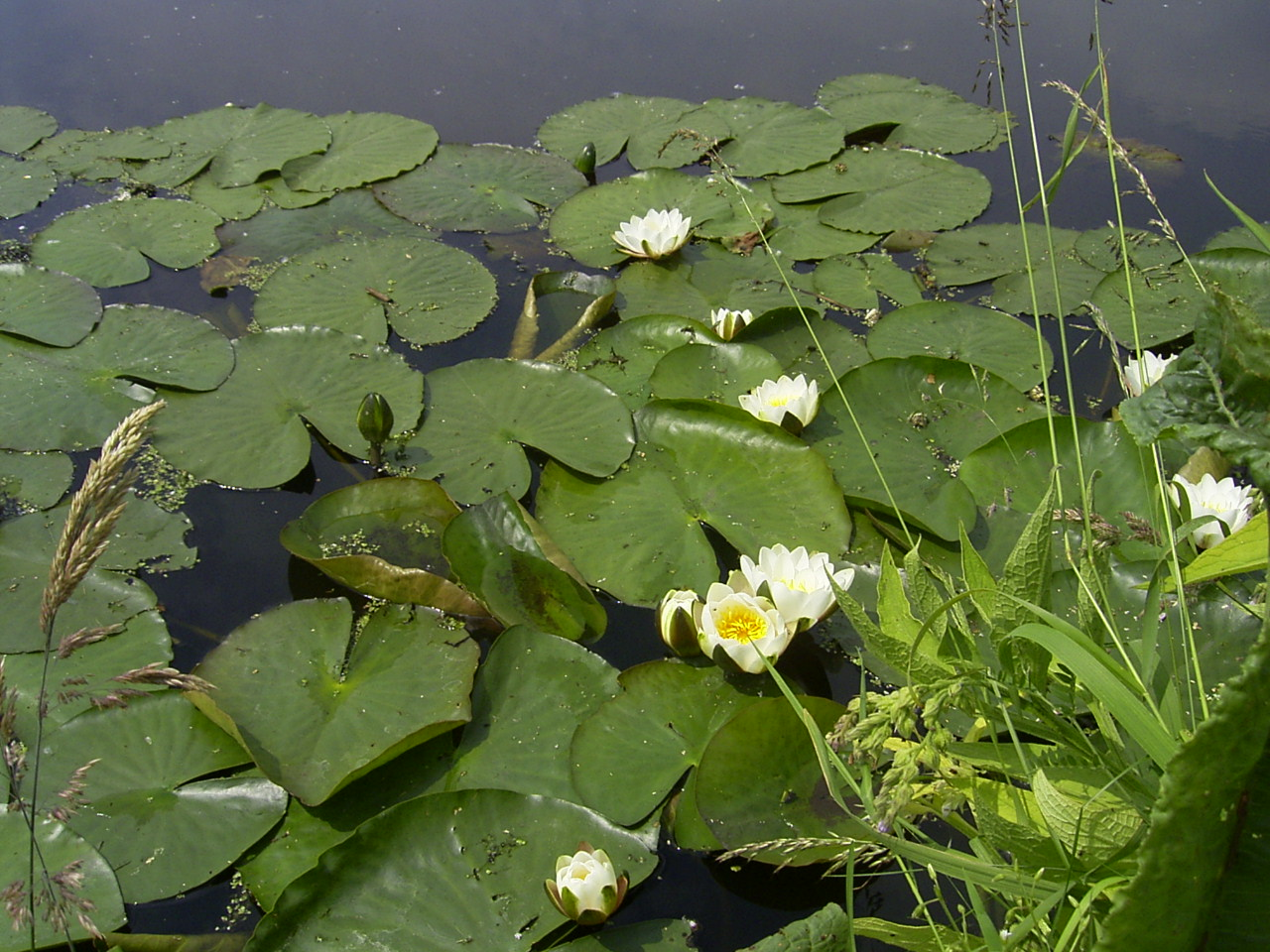
Unoszące się na wodzie kwiaty i liście grzybieni białych

Hydrofity, rośliny wodne, rośliny wodnopączkowe (gr. ὕδωρ hýdōr „woda”, φυτόν phytón „roślina”) – rośliny wodne (oprócz planktonu), których pączki odnawiające zimują w wodzie. Według klasyfikacji Raunkiæra są jedną z grup kryptofitów, czyli roślin skrytopączkowych. 
Hydrofity charakteryzują się dość słabo rozwiniętym systemem korzeniowym, u niektórych (jak pływacz) w ogóle go brak. Wiele z nich natomiast ma silnie rozwinięte kłącza. Odznaczają się bardzo słabym wykształceniem tkanek mechanicznych i tkanek przewodzących, nie posiadają kutykuli i aparatów szparkowych (z wyjątkiem organów lub części roślin wystających ponad powierzchnię wody). Posiadają duże przestwory międzykomórkowe wypełnione powietrzem (aerenchyma). Ciśnienie osmotyczne w komórkach jest niskie, do 8 atmosfer.
W strefach klimatycznych, w których występują okresy niesprzyjające wegetacji roślin (np. zima), zimują pączki znajdujące się w wodzie. Na wiosnę odtwarza się z nich nowy pęd.

## Typologia
Według klasyfikacji Raunkiaera, zmodyfikowanej przez Braun-Blanqueta, wśród hydrofitów wyróżnia się 3 grupy:
- pływające – swobodnie unoszące się na powierzchni wody. Należą tutaj liczne nitkowate glony, jak np. skrętnica i liczne rośliny naczyniowe, np. rzęsa, rogatek, pływacz.
- przyczepione do podłoża – są przyczepione do podłoża (dna zbiornika wodnego lub przedmiotów znajdujących się w nim) lub zagłębione w nim. Należą tu m.in. liczne gatunki glonów, mchów wodnych, wątrobowców czy grzybów.
- korzeniące się w podłożu, dzielą się na dwie podgrupy:
  - hydrogeofity – ich pączki odnawiające są zagłębione w podłożu, podobnie jak u lądowych geofitów (np. rdestnica połyskująca),
  - hydrohemikryptofity – ich pączki odnawiające znajdują się bezpośrednio na powierzchni podłoża (podobnie jak u lądowych hemikryptofitów). Należy tu np. lobelia jeziorna[1].

W systemie tym nazwa hydrofity odnosi się wyłącznie do roślin innych niż planktoniczne i mających organy przetrwalne zanurzone stale w wodzie. W takim ujęciu rośliny błotne (helofity), o pączkach zimujących w ziemi są uznane za geofity, a nie hydrofity. Również kryterium tego nie spełniają wodne rośliny jednoroczne (terofity), jako niewytwarzające organów przetrwalnych innych niż zarodniki czy owoce, np. salwinia pływająca czy uczep.   

## Budowa

### Korzenie
Korzenie hydrofitów odgrywają rolę mocującą w przypadku roślin zakorzenionych, z reguły są krótsze i słabiej rozgałęzione, niż u roślin lądowych. Często pozbawione są włośników, a zamiast czapeczki korzeniowej wykształcają się tzw. kieszenie lub pochewki korzeni. Częsty u hydrofitów silnie rozwinięty system przewietrzający tworzony przez miękisz powietrzny sięga do korzeni, umożliwiając dostarczenie do korzeni tlenu, którego dostępność pod powierzchnią wody jest ograniczona (np. u kłoci wiechowatej przestwory powietrzne stanowią 60% objętości korzeni). Dostarczanie tlenu do korzeni i przenikanie części tego gazu do środowiska przez korzenie odgrywa istotną rolę dla funkcjonowania ryzosfery w warunkach anaerobowych na dnie zbiorników. Wśród hydrofitów pod względem alokacji zasobów w organy wyróżniają się izoetydy, u których proporcja korzeni (lub chwytników) do pędów przypomina proporcje roślin lądowych.